# 2014 AA

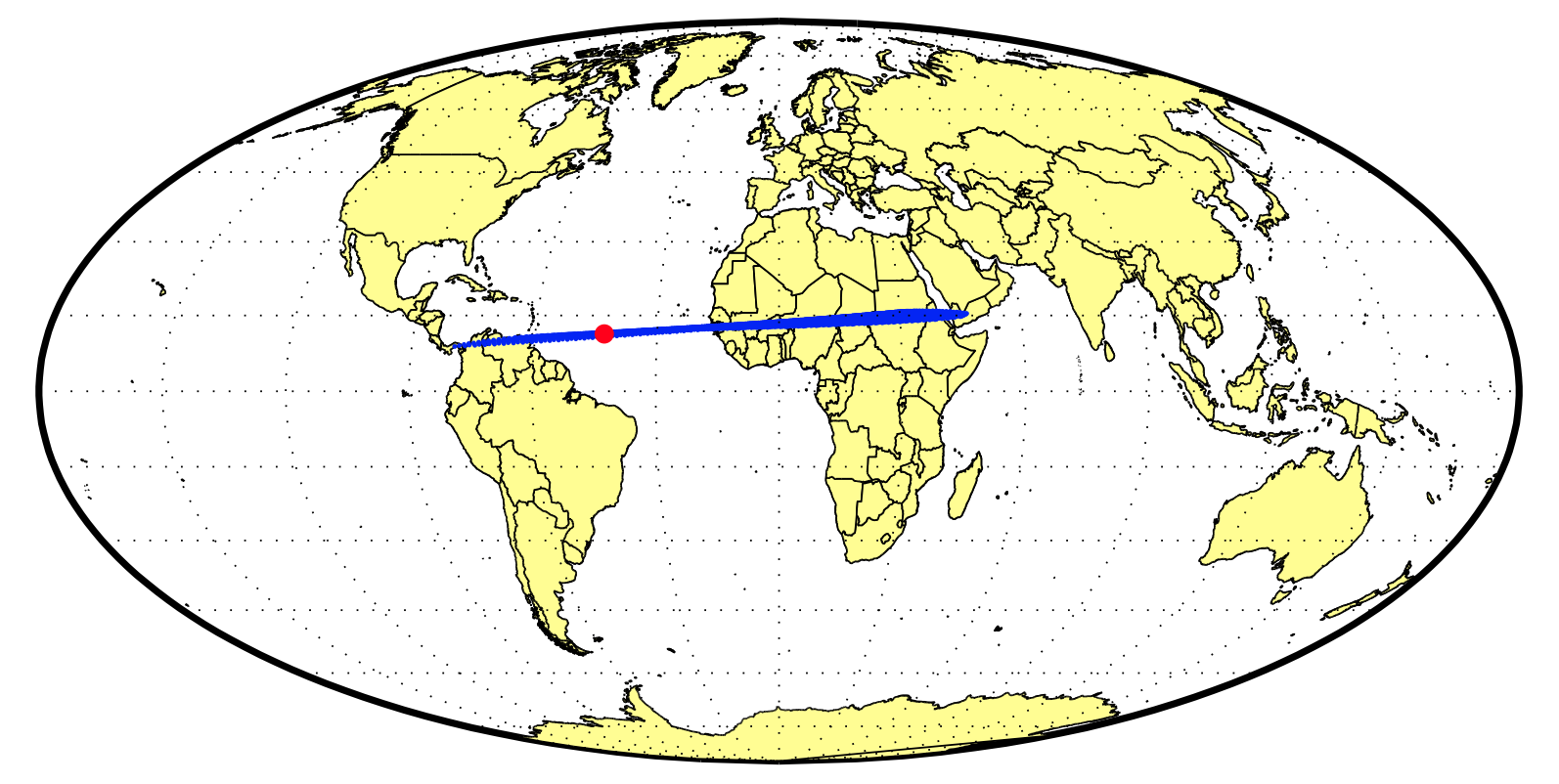
2014 AA

2014 AA var en meteoroid, 1–4 meter i diameter, som upptäcktes den 1 januari 2014 av den amerikanske astronomen Richard Kowalski. Den upptäcktes bara timmar före sin kollision med vår planet och blev därmed den andra asteroiden som kunnat upptäckas i förväg, efter 2008 TC3.
2014 AA upptäcktes vid Mount Lemmon i Arizona, som ingår i Catalina Sky Survey, som bevakar jordnära objekt. 21 timmar senare gick den in i jordatmosfären. Eftersom dess beräknade storlek var ringa ställde den inte med någon skada, utan brann upp under inträdet i jordensatmosfär.